# Lindford
Lindford – wieś w Anglii, w hrabstwie Hampshire, w dystrykcie East Hampshire. Leży 38 km na wschód od miasta Winchester i 67 km na południowy zachód od Londynu.